# Lelaps floridensis
Lelaps floridensis är en stekelart som beskrevs av Yoshimoto 1977. Lelaps floridensis ingår i släktet Lelaps och familjen puppglanssteklar. Inga underarter finns listade i Catalogue of Life.